# Intradel
Intradel est l'association intercommunale de traitement des déchets liégeois. Son objectif est de fournir « aux communes qui la composent un service complet de gestion des déchets ménagers et assimilés : prévention, réutilisation, collecte, tri, recyclage, valorisation et élimination, le tout dans le respect des législations européennes, belges et régionales. » En 2021, elle regroupe 72 communes de la province de Liège. Son siège se situe à Herstal.

## Historique
Intradel a été fondée en 1979 sous la forme d'une intercommunale afin de s'occuper de la gestion des déchets dans les communes concernées.
L'intercommunale est 100% publique et regroupe 72 communes différentes situées en Province de Liège, fournissant un service à près de 1 200 000 habitants en 2021.

## Activités
Intradel « apporte aux communes qui la composent un service complet de gestion des déchets ménagers et assimilés : prévention, réutilisation, collecte, tri, recyclage, valorisation et élimination, le tout dans le respect des législations européennes, belges et régionales. »
Intradel s'occupe entre autres de la collecte des déchets des ménages en porte-à-porte dans les différentes communes affiliées. Cinq types de déchets différents sont récupérés : les déchets ménagers résiduels, les déchets organiques, les PMC, les papiers-cartons et les encombrants.

## Infrastructures
Afin de mener à bien ses objectifs de gestion des déchets, Intradel dispose de plusieurs infrastructures réparties notamment dans deux « pôles », où se concentrent un grand nombre de celles-ci . 

### Pôle recyclage et valorisation
Les infrastructures du « pôle recyclage et valorisation », situées à Herstal, sont les suivantes :
- L'unité de valorisation énergétique des déchets : Uvélia. Inauguré en 2009, cet incinérateur de déchets permet de valoriser énergétiquement les déchets ménagers résiduels, les résidus de tri des PMC, les encombrants valorisables et les déchets industriels banals. En 2019, la production électrique s'élevait à près de 225 468 MWh, ce qui représenterait la consommation annuelle de 51 000 ménages, pour un total de 378 284 tonnes de déchets incinérées[5].
- L'unité de biométhanisation inaugurée en 2018. Celle-ci permet de valoriser environ 40 000 tonnes de déchets organiques par an, soit la production de près d'un million d'habitants. Ces déchets sont essentiellement composés des déchets organiques ménagers, tels que les déchets de cuisine[6]. Ce processus permet de produire chaque année approximativement 14 000 tonnes de digestat, 8 400 MWh d'électricité dont 4000 MWh auto-consommé et 4400 MWh injecté sur le réseau électrique, ce qui représenterait l'équivalent de la consommation annuelle de 1100 ménages[7].

### Pôle ressources
Le « pôle ressources » se situe à Grâce-Hollogne et dispose des infrastructures suivantes :
- Le biocentre de Grâce-Hollogne : il s'agit d'un outil de compostage des déchets verts. Il permet de produire du compost pouvant être utilisé pour l'amendement des sols et sa capacité annuelle tourne autour des 40 000 tonnes de déchets valorisés[8].
- La Ressourcerie du Pays de Liège : une entreprise d'insertion sociale dont le but est de réutiliser et de recycler un certain nombre de déchets comme par exemple les meubles ou les électroménagers[9].
- Le jardin ressources qui « est un outil pédagogique créé pour sensibiliser les citoyens à une gestion plus écologique du jardin et des espaces verts en général[10] ».
- Sofie qui « est une société coopérative à finalité sociale qui prend en charge la collecte, le tri, le démantèlement de DEEE (déchets d'équipements électriques et électroniques) en vue de leur recyclage et de leur réutilisation[11]. »

### Autres installations
Intradel dispose d'autres infrastructures réparties sur le territoire de la province de Liège :
- Les recyparcs dont le but est d'accueillir les ménages ou les entreprises souhaitant se débarrasser de leurs déchets non repris par la collecte en porte-à-porte. Bien que certains types de déchets ne soient pas repris, près de 32 fractions de déchets différents sont acceptées. C'est par exemple le cas pour les déchets inertes, les déchets verts, les encombrants ou encore les déchets de bois[12]. Les déchets sont ensuite recyclés, valorisés ou éliminés en fonction des exigences environnementales[13].
- Les biocentres de Soumagne et de Lixhe qui valorisent les déchets verts en compost.
- Sitel : il s'agit du centre de tri des emballages PMC traitant plus ou moins 18 000 tonnes de déchets par an[14]. L'augmentation du volume à traiter provoque en mars 2023 l'installation de ce centre de tri dans de nouvelles infrastructures, d'une capacité de 38 000 tonnes, dans le parc industriel de Hermalle-sous-Huy[15].
- Les centres d'enfouissement technique « destinés à accueillir les déchets ultimes, c'est-à-dire ceux dont les caractéristiques ne permettent pas d'envisager le recyclage ou la valorisation énergétique[16]. »

## Financement
Conformément au principe du pollueur-payeur, le financement de la gestion des déchets ménagers en Région wallonne se fait via l'application du « coût-vérité ». Dès lors, les bénéficiaires payent le coût réel du service en fonction d'une partie fixe et d'une partie variable. Cette seconde partie est proportionnelle au volume et au poids de déchets produits par ménage. L'objectif étant de répercuter davantage les coûts envers les plus gros producteurs et d'inciter les différents acteurs à réduire leur production globale de déchets.

## Filiales
Intradel est actionnaire dans différents organismes liés à la gestion des déchets et plus largement au développement durable.
Elle est notamment actionnaire majoritaire de deux organismes :
- La société anonyme Uvelia dans laquelle Intradel possède 70% du capital. Cette société est responsable de l'unité de valorisation énergétique de Herstal.
- Le centre de tri des PMC avec un capital de 54,79% dans la société coopérative à responsabilité limitée (SCRL) Sitel.

En plus de ceux-ci, Intradel est actionnaire minoritaire de plusieurs autres structures. On y retrouve par exemple Sidecco SCRL active dans le traitement des déchets inertes de la construction, la société coopérative à finalité sociale Sofie chargée du recyclage et de la réutilisation des déchets d'équipements électriques et électroniques, la Ressourcerie du Pays de Liège, ou encore de l'AIDE et de la CILE.

## Affaire Intradel-Inova
À la suite d’une dénonciation par lettre anonyme envoyée en mai 2007, Philippe Leroy, l’ex-patron d’Inova France, avait admis en 2008 qu’un système de corruption avait été mis en place lors de l’attribution du marché de la construction de l'incinérateur Uvelia d'Intradel à Herstal entamée en septembre 2006,,.
Le ministère public réclamait la confiscation de 134,6 millions d'euros à 18 personnes poursuivies pour corruption, escroquerie, faux et d’usage de faux et infractions aux lois du marché public. Toutes les peines de prison et amendes seront finalement assorties d'un sursis. L'affaire concerne notamment Alain Mathot, Philippe Leroy (l’accusateur d’Alain Mathot), Adelio Tarquini, Léon-François Deferm (un proche de la famille Mathot, cité dans les Panama Papers),.
Alain Mathot est finalement acquitté le jeudi 25 février 2021 pour les faits de corruption, décision contre laquelle le parquet décide de faire appel quelques heures plus tard . Ce sera donc à la cour d'appel de Liège de réexaminer le dossier.
Le 17 janvier 2022, la justice réexamine le dossier pour la quatrième fois cette fois-ci devant la cour d'appel de Liège. Le seul prévenu est Alain Mathot qui est accusé de corruption en ayant empoché près de 750 000 euros. Alain Mathot « répond notamment de faits de faux, de corruption passive et de blanchiment ».
L'intercommunale Intradel « évoque un préjudice global de 8.901.384 euros, dont seuls 265.600 euros ont été récupérés à ce jour ».